# پای شیر همدانی
پای شیر همدانی، پای شیر عراقی (نام علمی: Alchemilla kurdica) یک گونه از سرده پای شیر از خانواده یا تیرهٔ گلسرخیان است.